# تاناکا یوشیماسا

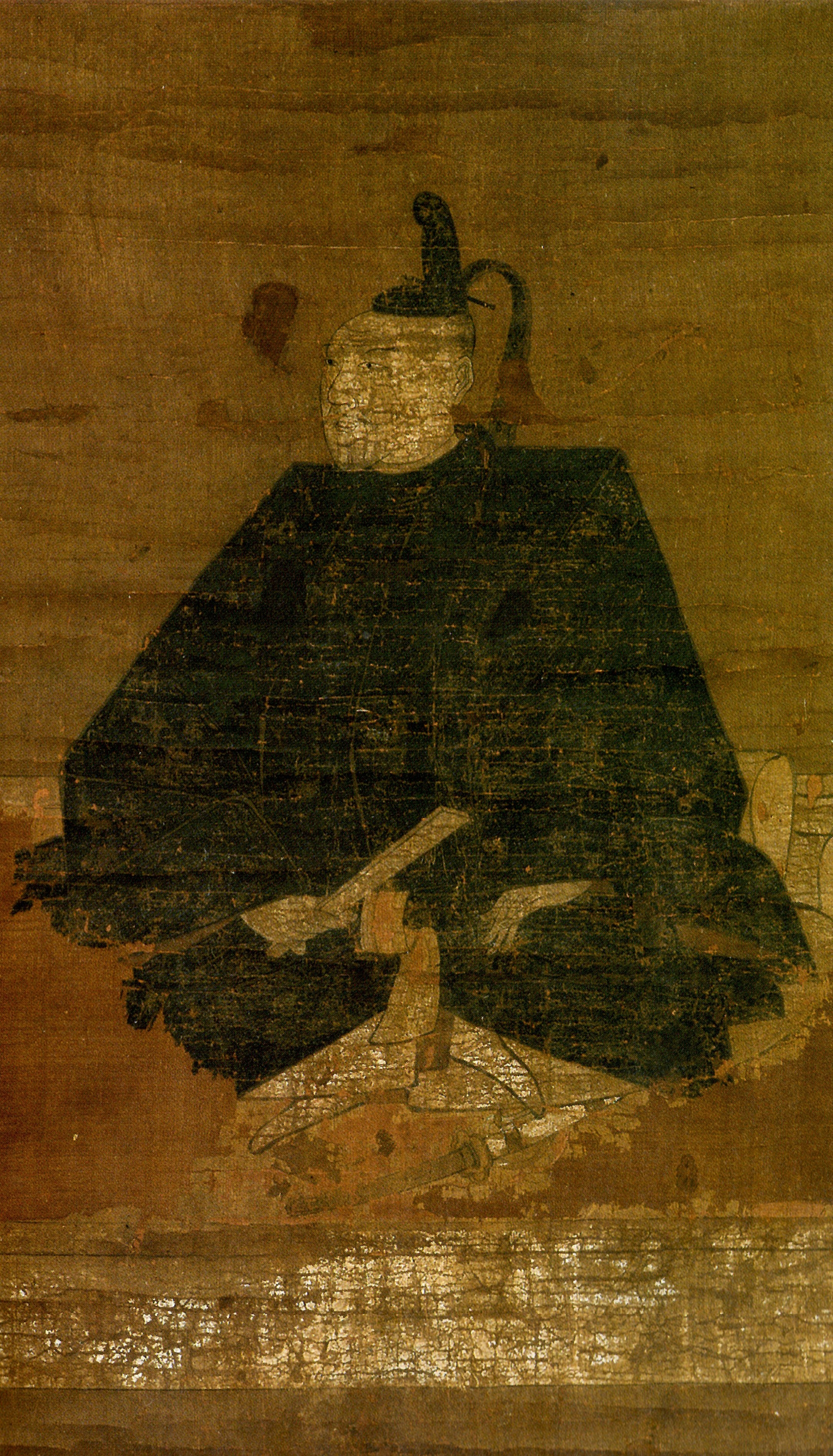

تاناکا یوشیماسا (به ژاپنی: 田中吉政)؛ (تولد ۱۵۴۸ –مرگ ۱۶۰۹) یک سامورایی و دایمیو اهل ژاپن بود.